# Bozsik József (labdarúgó, 1925)
Bozsik József (Kispest, 1925. november 28. – Budapest, 1978. május 31.) olimpiai bajnok magyar labdarúgó, jobbfedezet, az Aranycsapat tagja, a magyar labdarúgó-válogatott volt szövetségi kapitánya. A sportsajtóban Bozsik II néven is ismert volt. Bátyja, Bozsik István szintén a Kispest labdarúgója volt.

## Sportpályafutása

### Klubcsapatban
1936-ban igazolta le a Kispesti AC (KAC). 1943-ban mutatkozott be az első osztályban. Klubja 1949-től beolvadt a Budapest Honvédba.
Ötszörös magyar bajnok.

### A válogatottban
- Olimpiai bajnok: 1952
- Európa-kupa győztes: 1953
- Az Aranycsapat tagjaként rúgott gólt 1953-ban Londonban az angol válogatott elleni diadalmas 6:3-as mérkőzésen, majd játszott 1954-ben a Népstadionban az angolok elleni 7:1-es végeredményt hozó visszavágón is.
- Tagja volt 1954-ben a svájci labdarúgó világbajnokságon a 2. helyezést elért magyar válogatottnak.
- A magyar labdarúgók közül elsőként szerepelt a válogatottban 100 alkalommal (1947 és 1962 között), ahol 11 gólt lőtt, utolsó mérkőzésén is eredményes volt.
- 2002 májusában az MLSZ az 1956. február 29-i Budapest-Bejrút találkozót hivatalos válogatott mérkőzésnek ismerte el, így eggyel növekedett Bozsik válogatottságainak a száma.

### Szakvezetőként
A Budapesti Honvéd szakosztályvezetője (1963-64), utóbb edzője (1966-67), majd a válogatott szövetségi kapitánya volt (1974).
Bozsik József apa és fia Bozsik Péter az első olyan labdarúgó apa és fia, akik betöltötték a szövetségi kapitányi posztot.

## A labdarúgáson kívül
Bozsikot, mint az ország egyik legnépszerűbb sportolóját (akit ekkoriban a világ egyik legjobb jobbfedezetének tartottak) a Rákosi-rendszer kiszemelte magának saját propagandacéljaira. 1950-ben így egy lemondott képviselő helyére bejuttatták a parlamentbe, és az 1953-as „választáson” is előkelő helyet biztosítottak neki. Honvédtisztként 1950-ben századossá léptették elő.
Képviselőként nem sok mindent tett, de aktív sportolóként nem is tehetett; a labdarúgással volt elfoglalva. 1951-ben Szusza Ferenccel és Puskás Ferenccel megpróbáltak közben járni Farkas Mihály honvédelmi miniszternél Szűcs Sándor érdekében, akit csapdába csaltak, majd disszidálási kísérletért halálra ítéltek (míg barátnőjét, a vele tartó Kovács Erzsit ezzel szemben „csupán” négy évre ítélték), de elkéstek, az ítéletet addigra már végrehajtották.
1956–1957-ben Bozsik is részt vett a Honvéd nem engedélyezett dél-amerikai turnéján, amiért 1957-ben megfosztották katonai rendfokozatától és kitüntetéseitől, továbbá lemondatták képviselői mandátumáról is. 1996-ban posztumusz honvédezredessé léptették elő. 1986-ban csapata, a Kispest stadionját róla nevezték el.

## Sikerei, díjai
- Olimpiai játékok
  - aranyérem: 1952, Helsinki
- Világbajnokság
  - 2.: 1954, Svájc
- Európa-kupa
  - győztes: 1953
- Magyar bajnokság
  - bajnok: 1949-50, 1950 ősz, 1952, 1954, 1955
- Magyar Népköztársasági Érdemrend V. fokozat (1951)[1]
- A Magyar Népköztársaság kiváló sportolója (1951)[2]
- Munka Érdemrend (1953)[3]
- A Magyar Népköztársaság Érdemes Sportolója (1954)[4]

## Statisztika

### Mérkőzései a válogatottban
| Magyarország | Magyarország         | Magyarország                        | Magyarország       | Magyarország | Magyarország  | Magyarország          | Magyarország | Magyarország   |
| #            | Dátum                | Helyszín                            | Hazai              | Eredmény     | Vendég        | Kiírás                | Gólok        | Esemény        |
| ------------ | -------------------- | ----------------------------------- | ------------------ | ------------ | ------------- | --------------------- | ------------ | -------------- |
| 1.           | 1947. augusztus 17.  | Budapest, Üllői úti stadion         | Magyarország       | 9 – 0        | Bulgária      | Balkán-kupa           | -            |                |
| 2.           | 1947. szeptember 14. | Bécs, Práter stadion                | Ausztria           | 4 – 3        | Magyarország  | barátságos            | -            |                |
| 3.           | 1947. október 12.    | Bukarest                            | Románia            | 0 – 3        | Magyarország  | Balkán-kupa           | -            |                |
| 4.           | 1948. április 22.    | Budapest, Üllői úti stadion         | Magyarország       | 7 – 4        | Svájc         | Európa-kupa           | -            |                |
| 5.           | 1948. május 2.       | Bécs, Práter stadion                | Ausztria           | 3 – 2        | Magyarország  | Európa-kupa           | -            |                |
| 6.           | 1948. június 6.      | Újpest, Megyeri úti stadion         | Magyarország       | 9 – 0        | Románia       | Balkán-kupa           | -            |                |
| 7.           | 1948. szeptember 19. | Varsó                               | Lengyelország      | 2 – 6        | Magyarország  | Balkán-kupa           | 1            | 19'            |
| 8.           | 1948. október 24.    | Bukarest                            | Románia            | 1 – 5        | Magyarország  | Balkán-kupa           | -            |                |
| 9.           | 1948. november 7.    | Szófia, Junak Stadion               | Bulgária           | 1 – 0        | Magyarország  | Balkán-kupa           | -            |                |
| 10.          | 1949. április 10.    | Prága                               | Csehszlovákia      | 5 – 2        | Magyarország  | Európa-kupa           | -            |                |
| 11.          | 1949. május 8.       | Újpest, Megyeri úti stadion         | Magyarország       | 6 – 1        | Ausztria      | Európa-kupa           | -            |                |
| 12.          | 1949. június 12.     | Újpest, Megyeri úti stadion         | Magyarország       | 1 – 1        | Olaszország   | Európa-kupa           | -            |                |
| 13.          | 1949. június 19.     | Stockholm, Råsunda Stadion          | Svédország         | 2 – 2        | Magyarország  | barátságos            | -            |                |
| 14.          | 1949. július 10.     | Debrecen, Nagyerdei stadion         | Magyarország       | 8 – 2        | Lengyelország | barátságos            | -            |                |
| 15.          | 1949. október 16.    | Bécs, Práter stadion                | Ausztria           | 3 – 4        | Magyarország  | barátságos            | -            |                |
| 16.          | 1949. október 30.    | Újpest, Megyeri úti stadion         | Magyarország       | 5 – 0        | Bulgária      | barátságos            | -            |                |
| 17.          | 1949. november 20.   | Újpest, Megyeri úti stadion         | Magyarország       | 5 – 0        | Svédország    | barátságos            | -            |                |
| 18.          | 1950. április 30.    | Budapest, Megyeri úti stadion       | Magyarország       | 5 – 0        | Csehszlovákia | barátságos            | -            |                |
| 19.          | 1950. május 14.      | Bécs, Práter-stadion                | Ausztria           | 5 – 3        | Magyarország  | barátságos            | -            |                |
| 20.          | 1950. június 4.      | Varsó                               | Lengyelország      | 2 – 5        | Magyarország  | barátságos            | -            |                |
| 21.          | 1950. szeptember 24. | Budapest, Megyeri úti stadion       | Magyarország       | 12 – 0       | Albánia       | barátságos            | -            |                |
| 22.          | 1950. október 29.    | Budapest, Megyeri úti stadion       | Magyarország       | 4 – 3        | Ausztria      | barátságos            | -            |                |
| 23.          | 1950. november 12.   | Szófia, Narodna Armija-stadion      | Bulgária           | 1 – 1        | Magyarország  | barátságos            | -            |                |
| 24.          | 1951. május 27.      | Budapest, Megyeri úti stadion       | Magyarország       | 6 – 0        | Lengyelország | barátságos            | -            |                |
| 25.          | 1951. október 14.    | Vitkovice                           | Csehszlovákia      | 1 – 2        | Magyarország  | barátságos            | -            |                |
| 26.          | 1951. november 18.   | Budapest, Megyeri úti stadion       | Magyarország       | 8 – 0        | Finnország    | barátságos            | -            |                |
| 27.          | 1952. május 18.      | Budapest, Üllői úti stadion         | Magyarország       | 5 – 0        | NDK           | barátságos            | -            |                |
| 28.          | 1952. május 24.      | Moszkva, Dinamo-stadion             | Moszkva-válogatott | 1 – 1        | Magyarország  | barátságos            | -            |                |
| 29.          | 1952. május 27.      | Moszkva, Dinamo-stadion             | Moszkva-válogatott | 2 – 1        | Magyarország  | barátságos            | -            |                |
| 30.          | 1952. június 15.     | Varsó, CWKS-stadion                 | Lengyelország      | 1 – 5        | Magyarország  | barátságos            | -            |                |
| 31.          | 1952. június 22.     | Helsinki, Olimpiai Stadion          | Finnország         | 1 – 6        | Magyarország  | barátságos            | 1            | 31'            |
| 32.          | 1952. július 15.     | Turku, Kupittaa stadion (FIN)       | Románia            | 1 – 2        | Magyarország  | olimpiai selejtező    | -            |                |
| 33.          | 1952. július 21.     | Helsinki, Pallokenttä stadion (FIN) | Magyarország       | 3 – 0        | Olaszország   | olimpiai nyolcaddöntő | -            |                |
| 34.          | 1952. július 24.     | Kotka, Kotka stadion (FIN)          | Magyarország       | 7 – 1        | Törökország   | olimpiai negyeddöntő  | 1            | 70'            |
| 35.          | 1952. július 28.     | Helsinki, Olimpiai Stadion (FIN)    | Magyarország       | 6 – 0        | Svédország    | olimpiai elődöntő     | -            |                |
| 36.          | 1952. augusztus 2.   | Helsinki, Olimpiai Stadion (FIN)    | Jugoszlávia        | 0 – 2        | Magyarország  | olimpiai döntő        | -            |                |
| 37.          | 1952. szeptember 20. | Bern, Wankdorf Stadion              | Svájc              | 2 – 4        | Magyarország  | Európa-kupa           | -            |                |
| 38.          | 1952. október 19.    | Budapest, Megyeri úti stadion       | Magyarország       | 5 – 0        | Csehszlovákia | barátságos            | -            |                |
| 39.          | 1953. április 26.    | Budapest, Megyeri úti stadion       | Magyarország       | 1 – 1        | Ausztria      | barátságos            | -            |                |
| 40.          | 1953. május 17.      | Róma, Olimpiai Stadion              | Olaszország        | 0 – 3        | Magyarország  | Európa-kupa           | -            |                |
| 41.          | 1953. július 5.      | Stockholm, Råsunda Stadion          | Svédország         | 2 – 4        | Magyarország  | barátságos            | -            |                |
| 42.          | 1953. október 4.     | Prága, Hadsereg-stadion             | Csehszlovákia      | 1 – 5        | Magyarország  | barátságos            | -            |                |
| 43.          | 1953. október 11.    | Bécs, Práter-stadion                | Ausztria           | 2 – 3        | Magyarország  | barátságos            | -            |                |
| 44.          | 1953. november 15.   | Budapest, Népstadion                | Magyarország       | 2 – 2        | Svédország    | barátságos            | -            |                |
| 45.          | 1953. november 25.   | London, Wembley Stadion             | Anglia             | 3 – 6        | Magyarország  | barátságos            | 1            | 50'            |
| 46.          | 1954. február 12.    | Kairó                               | Egyiptom           | 0 – 3        | Magyarország  | barátságos            | -            |                |
| 47.          | 1954. április 11.    | Bécs, Práter-stadion                | Ausztria           | 0 – 1        | Magyarország  | barátságos            | -            |                |
| 48.          | 1954. május 23.      | Budapest, Népstadion                | Magyarország       | 7 – 1        | Anglia        | barátságos            | -            |                |
| 49.          | 1954. június 17.     | Zürich, Hardturm stadion (SUI)      | Magyarország       | 9 – 0        | Dél-Korea     | vb-csoportkör         | -            |                |
| 50.          | 1954. június 20.     | Bázel, St. Jakob stadion (SUI)      | Magyarország       | 8 – 3        | NSZK          | vb-csoportkör         | -            |                |
| 51.          | 1954. június 27.     | Bern, Wankdorfstadion (SUI)         | Magyarország       | 4 – 2        | Brazília      | vb-negyeddöntő        | -            | 65′            |
| 52.          | 1954. június 30.     | Lausanne, Olimpiai Stadion (SUI)    | Magyarország       | 4 – 2        | Uruguay       | vb-elődöntő           | -            |                |
| 53.          | 1954. július 4.      | Bern, Wankdorf Stadion (SUI)        | NSZK               | 3 – 2        | Magyarország  | vb-döntő              | -            |                |
| 54.          | 1954. szeptember 19. | Budapest, Népstadion                | Magyarország       | 5 – 1        | Románia       | barátságos            | -            |                |
| 55.          | 1954. szeptember 26. | Moszkva, Dinamo-stadion             | Szovjetunió        | 1 – 1        | Magyarország  | barátságos            | -            |                |
| 56.          | 1954. október 10.    | Budapest, Népstadion                | Magyarország       | 3 – 0        | Svájc         | barátságos            | 1            | 83'            |
| 57.          | 1954. október 24.    | Budapest, Népstadion                | Magyarország       | 4 – 1        | Csehszlovákia | barátságos            | -            |                |
| 58.          | 1954. december 8.    | Glasgow, Hampden Park               | Skócia             | 2 – 4        | Magyarország  | barátságos            | 1            | 20'            |
| 59.          | 1955. április 24.    | Bécs, Práter-stadion                | Ausztria           | 2 – 2        | Magyarország  | Európa-kupa           | -            |                |
| 60.          | 1955. május 11.      | Stockholm, Råsunda Stadion          | Svédország         | 3 – 7        | Magyarország  | barátságos            | -            |                |
| 61.          | 1955. május 15.      | Koppenhága, Boldklub-pálya          | Dánia              | 0 – 6        | Magyarország  | barátságos            | -            |                |
| 62.          | 1955. május 19.      | Helsinki, Olimpiai Stadion          | Finnország         | 1 – 9        | Magyarország  | barátságos            | -            |                |
| 63.          | 1955. május 29.      | Budapest, Népstadion                | Magyarország       | 3 – 1        | Skócia        | barátságos            | -            |                |
| 64.          | 1955. szeptember 17. | Lausanne, Olimpiai Stadion          | Svájc              | 4 – 5        | Magyarország  | Európa-kupa           | -            |                |
| 65.          | 1955. szeptember 25. | Budapest, Népstadion                | Magyarország       | 1 – 1        | Szovjetunió   | barátságos            | -            |                |
| 66.          | 1955. október 2.     | Prága, Strahov-stadion              | Csehszlovákia      | 1 – 3        | Magyarország  | Európa-kupa           | -            |                |
| 67.          | 1955. október 16.    | Budapest, Népstadion                | Magyarország       | 6 – 1        | Ausztria      | Európa-kupa           | -            |                |
| 68.          | 1955. november 13.   | Budapest, Népstadion                | Magyarország       | 4 – 2        | Svédország    | barátságos            | -            |                |
| 69.          | 1955. november 27.   | Budapest, Népstadion                | Magyarország       | 2 – 0        | Olaszország   | Európa-kupa           | -            |                |
| 70.          | 1956. február 19.    | Isztambul                           | Törökország        | 3 – 1        | Magyarország  | barátságos            | -            |                |
| 71.          | 1956. február 29.    | Bejrút                              | Libanon            | 1 – 4        | Magyarország  | barátságos            | -            | 60'            |
| 72.          | 1956. április 29.    | Budapest, Népstadion                | Magyarország       | 2 – 2        | Jugoszlávia   | Európa-kupa           | 1            | 55'            |
| 73.          | 1956. május 20.      | Budapest, Népstadion                | Magyarország       | 2 – 4        | Csehszlovákia | Európa-kupa           | 1            | 56' (11-esből) |
| 74.          | 1956. június 3.      | Brüsszel, Heysel Stadion            | Belgium            | 5 – 4        | Magyarország  | barátságos            | -            |                |
| 75.          | 1956. június 9.      | Lisszabon, Luz Stadion              | Portugália         | 2 – 2        | Magyarország  | barátságos            | -            |                |
| 76.          | 1956. szeptember 16. | Belgrád, JNA-stadion                | Jugoszlávia        | 1 – 3        | Magyarország  | Európa-kupa           | -            |                |
| 77.          | 1956. szeptember 23. | Moszkva, Lenin-stadion              | Szovjetunió        | 0 – 1        | Magyarország  | barátságos            | -            |                |
| 78.          | 1956. október 7.     | Párizs, Colombes Stadion            | Franciaország      | 1 – 2        | Magyarország  | barátságos            | -            |                |
| 79.          | 1956. október 14.    | Bécs, Práter-stadion                | Ausztria           | 0 – 2        | Magyarország  | barátságos            | -            |                |
| 80.          | 1957. június 16.     | Stockholm, Råsunda Stadion          | Svédország         | 0 – 0        | Magyarország  | barátságos            | -            |                |
| 81.          | 1957. június 23.     | Budapest, Népstadion                | Magyarország       | 4 – 1        | Bulgária      | vb-selejtező          | 1            | 52' (11-esből) |
| 82.          | 1957. szeptember 15. | Szófia, Levszki-stadion             | Bulgária           | 1 – 2        | Magyarország  | vb-selejtező          | -            |                |
| 83.          | 1957. szeptember 23. | Budapest, Népstadion                | Magyarország       | 1 – 2        | Szovjetunió   | barátságos            | 1            | 5'             |
| 84.          | 1957. október 6.     | Budapest, Népstadion                | Magyarország       | 2 – 0        | Franciaország | barátságos            | -            |                |
| 85.          | 1957. november 10.   | Budapest, Népstadion                | Magyarország       | 5 – 0        | Norvégia      | vb-selejtező          | -            |                |
| 86.          | 1957. december 22.   | Hannover, Niedersachsenstadion      | NSZK               | 1 – 0        | Magyarország  | barátságos            | -            |                |
| 87.          | 1958. április 20.    | Budapest, Népstadion                | Magyarország       | 2 – 0        | Jugoszlávia   | barátságos            | -            |                |
| 88.          | 1958. május 7.       | Glasgow, Hampden Park               | Skócia             | 1 – 1        | Magyarország  | barátságos            | -            |                |
| 89.          | 1958. június 8.      | Sandviken, Jernvallen (SWE)         | Magyarország       | 1 – 1        | Wales         | vb-csoportkör         | -            |                |
| 90.          | 1958. június 12.     | Stockholm, Råsunda Stadion          | Svédország         | 2 – 1        | Magyarország  | vb-csoportkör         | -            |                |
| 91.          | 1958. június 17.     | Stockholm, Råsunda Stadion (SWE)    | Wales              | 2 – 1        | Magyarország  | vb-csoportkör         | -            |                |
| 92.          | 1958. október 26.    | Bukarest, Augusztus 23. Stadion     | Románia            | 1 – 2        | Magyarország  | barátságos            | -            |                |
| 93.          | 1959. szeptember 27. | Budapest, Népstadion                | Magyarország       | 0 – 1        | Szovjetunió   | NEK-selejtező         | -            |                |
| 94.          | 1959. október 11.    | Belgrád, JNA-stadion                | Jugoszlávia        | 2 – 4        | Magyarország  | barátságos            | -            | 43'            |
| 95.          | 1959. október 25.    | Budapest, Népstadion                | Magyarország       | 8 – 0        | Svájc         | Európa-kupa           | -            | 59'            |
| 96.          | 1959. november 8.    | Budapest, Népstadion                | Magyarország       | 4 – 3        | NSZK          | barátságos            | -            | 75'            |
| 97.          | 1961. október 8.     | Bécs, Práter-stadion                | Ausztria           | 2 – 1        | Magyarország  | barátságos            | -            |                |
| 98.          | 1961. december 9.    | Santiago, Estadio Nacional          | Chile              | 5 – 1        | Magyarország  | barátságos            | -            | 46'            |
| 99.          | 1961. december 13.   | Santiago, Estadio Nacional          | Chile              | 0 – 0        | Magyarország  | barátságos            | -            | 75'            |
| 100.         | 1961. december 23.   | Montevideo, Estadio Centenario      | Uruguay            | 1 – 1        | Magyarország  | barátságos            | -            | 75'            |
| 101.         | 1962. április 18.    | Budapest, Népstadion                | Magyarország       | 1 – 1        | Uruguay       | barátságos            | 1            | 65'            |
|              | Összesen             |                                     |                    | 101          | mérkőzés      |                       | 11           | gól            |

### Mérkőzése szövetségi kapitányként
| Magyarország | Magyarország         | Magyarország         | Magyarország | Magyarország | Magyarország | Magyarország | Magyarország | Magyarország |
| #            | Dátum                | Helyszín             | Hazai        | Eredmény     | Vendég       | Kiírás       | Gólok        | Esemény      |
| ------------ | -------------------- | -------------------- | ------------ | ------------ | ------------ | ------------ | ------------ | ------------ |
| 1.           | 1974. szeptember 28. | Bécs, Práter stadion | Ausztria     | 1 – 0        | Magyarország | barátságos   | -            |              |
|              | Összesen             |                      |              | -            | mérkőzés     |              | -            | gól          |

## Emlékezete
- 1986. október 1-je óta tiszteletére a Budapest Honvéd FC stadionját Bozsik József Stadionnak nevezik.
- 1991 óta Komárom városban a korábbi 1. sz. Általános Iskola Bozsik József nevét viseli. Magyarországon elsőként lett sportoló egy közoktatási intézmény névadója.[forrás?]
- 2011. november 25-én a londoni 6:3-as győzelem évfordulóján a MÁV 470 010-4 számú Siemens Taurus mozdonyára az Aranycsapat tagjaként Bozsik József is felkerült. A vállalat így állított a legendás csapatnak emléket.[5]
- Alakja felbukkan (említés szintjén) Kondor Vilmos magyar író Budapest novemberben című, 2012-ben megjelent bűnügyi regényében.
- 2013-ban Budapest díszpolgára lett.[6]

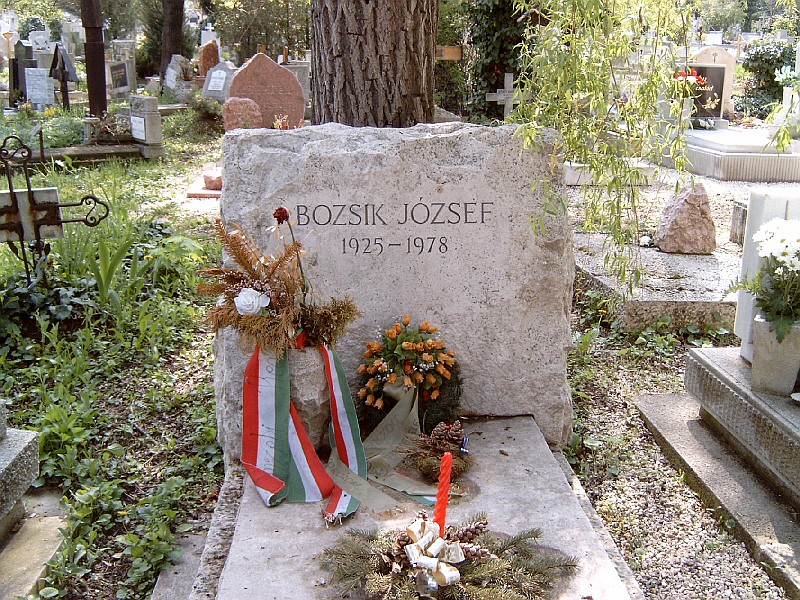
Bozsik József sírja Budapesten. Farkasréti temető: 36/1-1-55.